# Toyota Land Cruiser

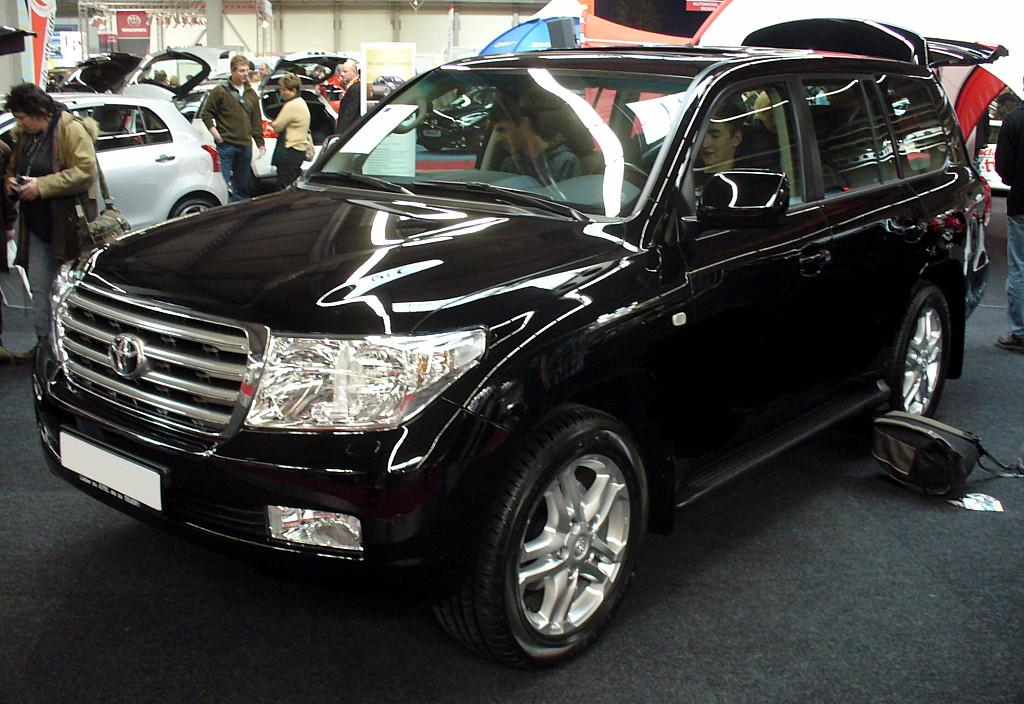
Toyota Land Cruiser V8

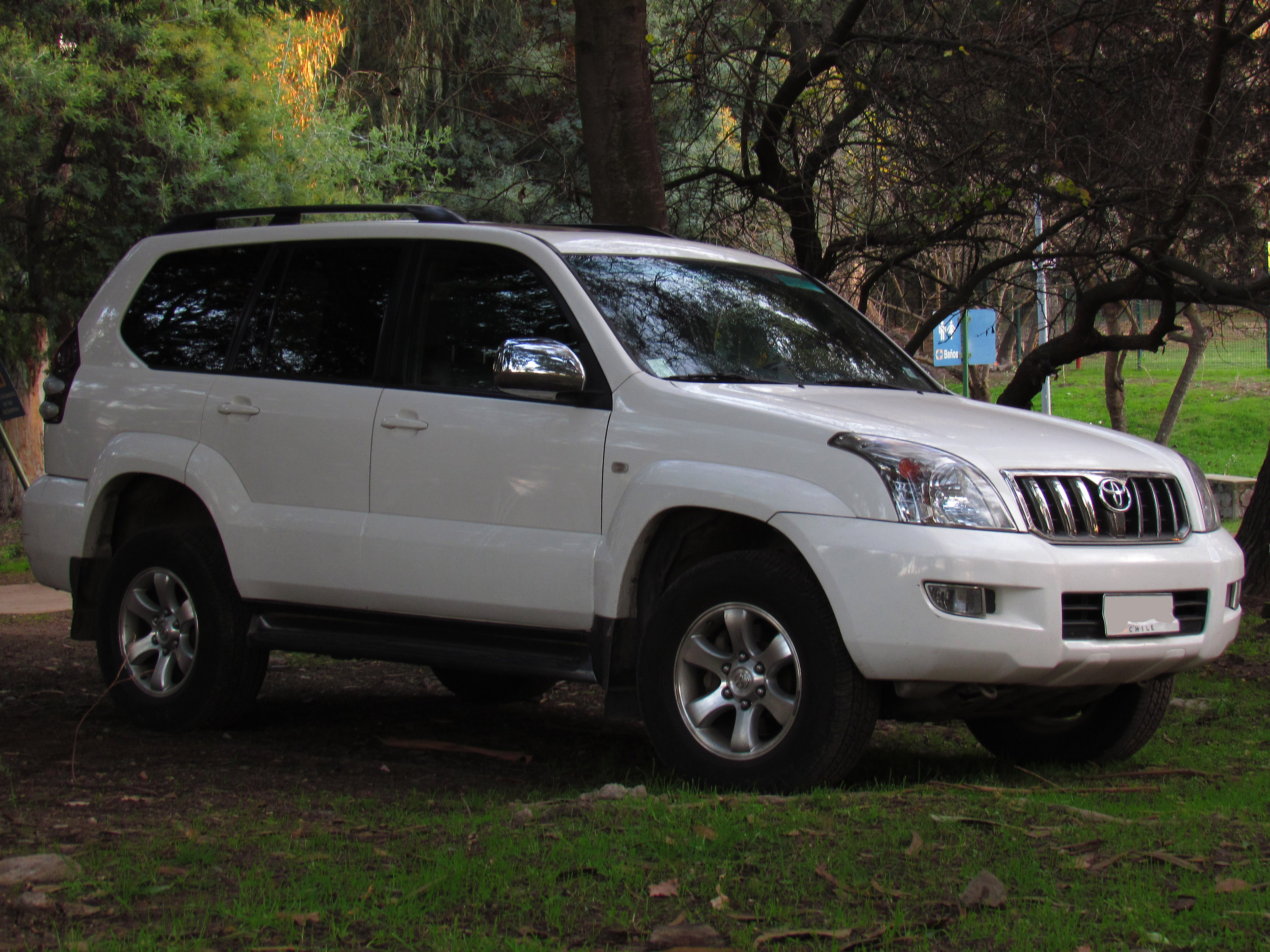
Toyota Land Cruiser 120

Toyota Land Cruiser är en terrängbil/SUV från Toyota som tillverkats sedan början av 1950-talet. I samband med att Koreakriget bröt ut 1950, behövde Amerikanerna  snabbt få fram ett hundratal bilar och bad Toyota att utveckla en bil som liknade Willys Jeep. Det resulterade i Toyota Land Cruiser, en något större kopia Willys Jeep med plats för fyra soldater, tak av tyg och nerfällbar vindruta, fyrhjulsdrift. Motorn var en rak sexcylindrig bensinare . 
Land Cruiser (40-serien) började först importeras till Sverige i maj 1981.

## Modeller
- Toyota BJ / Land Cruiser BJ / FJ (1951)
- Land Cruiser 20 (1955)
- Land Cruiser 40 (1960)
- Land Cruiser FJ55 / FJ56 (1967)
- Land Cruiser 60 (1980)
- Land Cruiser 70 Heavy (1984)
- Land Cruiser 70 Light / Land Cruiser II / 70 Prado
- Land Cruiser 90 Prado / Colorado (1996)
- Land Cruiser 100 / 105 / 130 / Amazon (1998)
- Land Cruiser 120 Prado
- Land Cruiser 200 (2008)[3]
- Land Cruiser 150
- Land Cruiser V8

### Toyota Land Cruiser 150

#### Motorer
- Full-time 4WD
- 3,0 D-4D
- 6-växlad manuell
- 5-stegad automat
- Adaptive Variable Suspension (AVS)
- Crawl Control (Systemet sköter gas och broms vid svårframkomliga förhållanden så att föraren kan koncentrera sig på styrningen)
- Multi- Terrain Select (MTS), valbara körlägen (för att underlätta framkomligheten på tuffa underlag)
- KDSS (Kinectic Dynamic Suspension System). Ett stabiliseringssystem för optimal väghållning oavsett underlag. Systemet ger en känsla av att bilen flyter fram på ojämnt underlag.
- Trailer Sway Control (TSC). Vid körning med släpvagn, känner TSC-systemet av om släpvagnen kommer i gungning på grund av vind, ojämna vägar eller kraftiga styrutslag. När systemet registrerar gungningen sker en hastighetsminskning så att fenomenet upphävs.

#### Exteriör
- 17"lättmetallsfälgar (6-ekrade)
- 18"lättmetallsfälgar (6-dubbelekrade)
- Varselljus LED
- Strålkastare LED
- Strålkastare med "Follow-me-home"-funktion (30 sekunder fördröjning innan ljuset släcks). För extra säkerhet och bekvämlighet vid mörker. Strålkastarna förblir tända i 30 sekunder efter att bilen har parkerats.
- Sidobackspeglar elektriskt infällbara
- Bakspoiler
- Backkamera
- Parkeringssensorer fram
- Parkeringssensorer bak

#### Interiör
- Aktiv farthållare (AVV)
- Backspegel, inre, automatiskt avbländande
- Automatic air conditioning
- Nyckelfritt lås- och tändningssystem
- Toyota Touch 2 & Go navigationssystem
- Multi-Terrain Monitor (MTM)
- Ljudanläggning JBL

#### Säkerhet
- Emergency Brake-light Signal (EBS)
- Downhill Assist Control (DAC), hjälpsystem vid utförkörning
- Hill-start Assist Control (HAC), hjälpsystem vid start i motlut
- Döda vinkeln-varnare (BSM)
- Rear Cross Traffic Alert (R-CTA)
- Aktivt krockskyddssystem, Pre-crash safety system (PCS)
- 7 krockkuddar

## Galleri
Heavy Duty

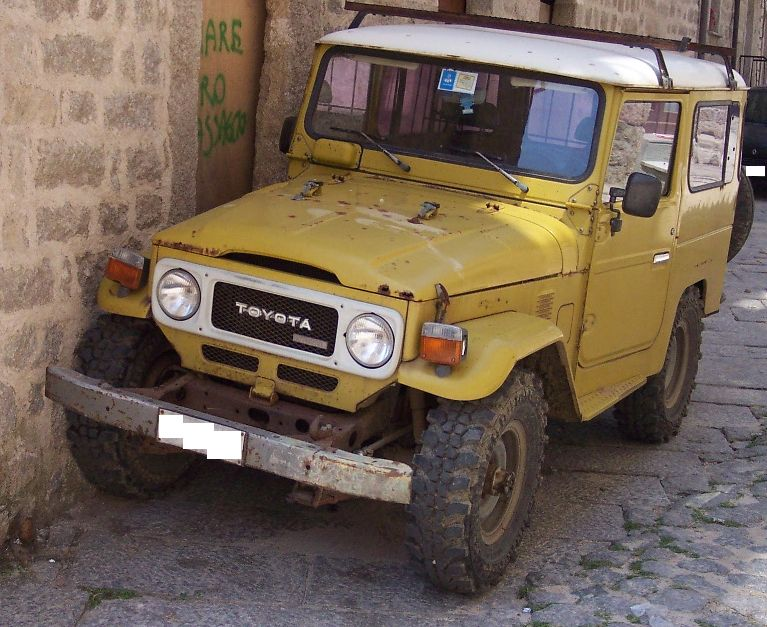
40 Series
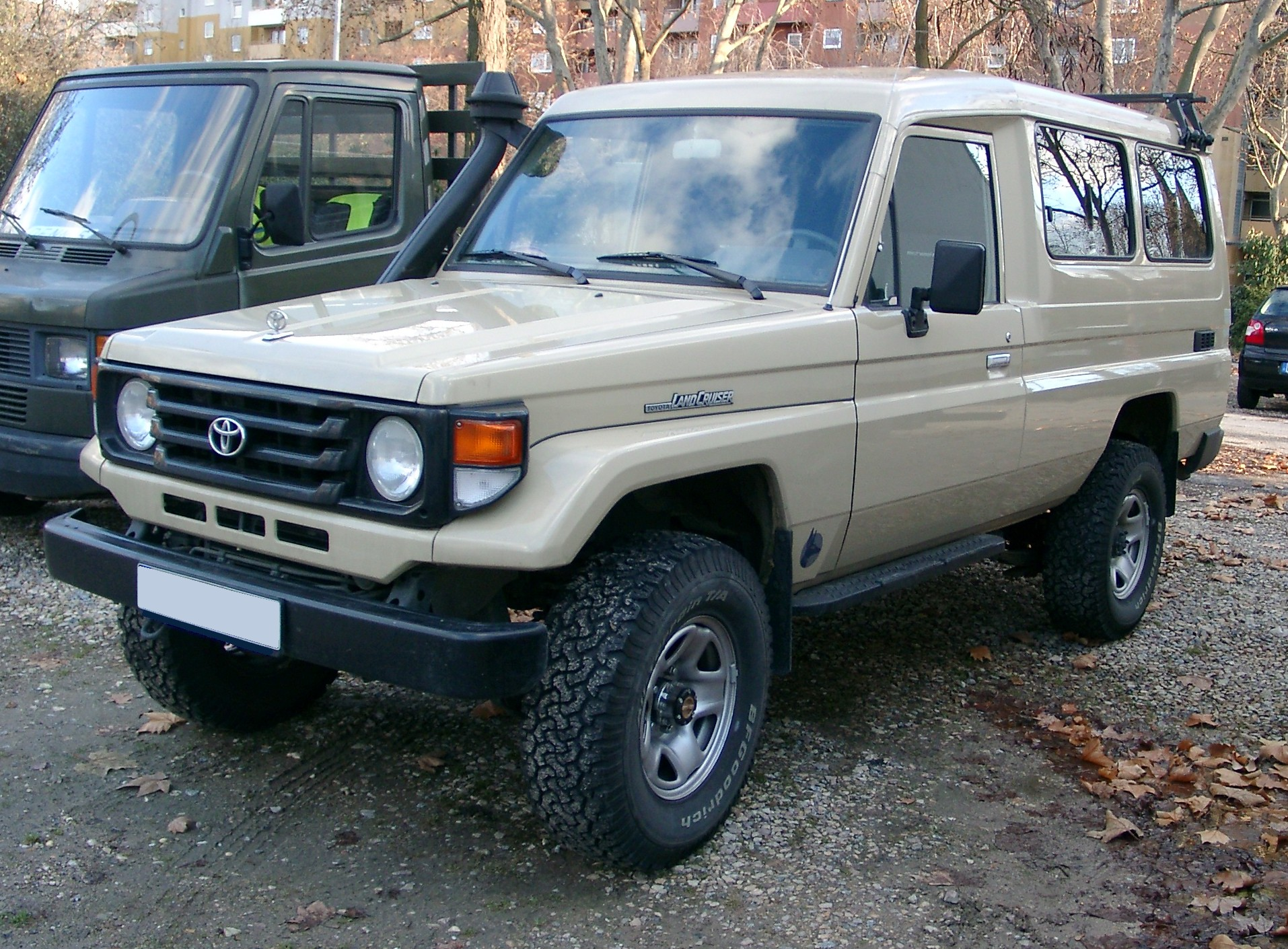
70 Heavy Series

Station Wagon

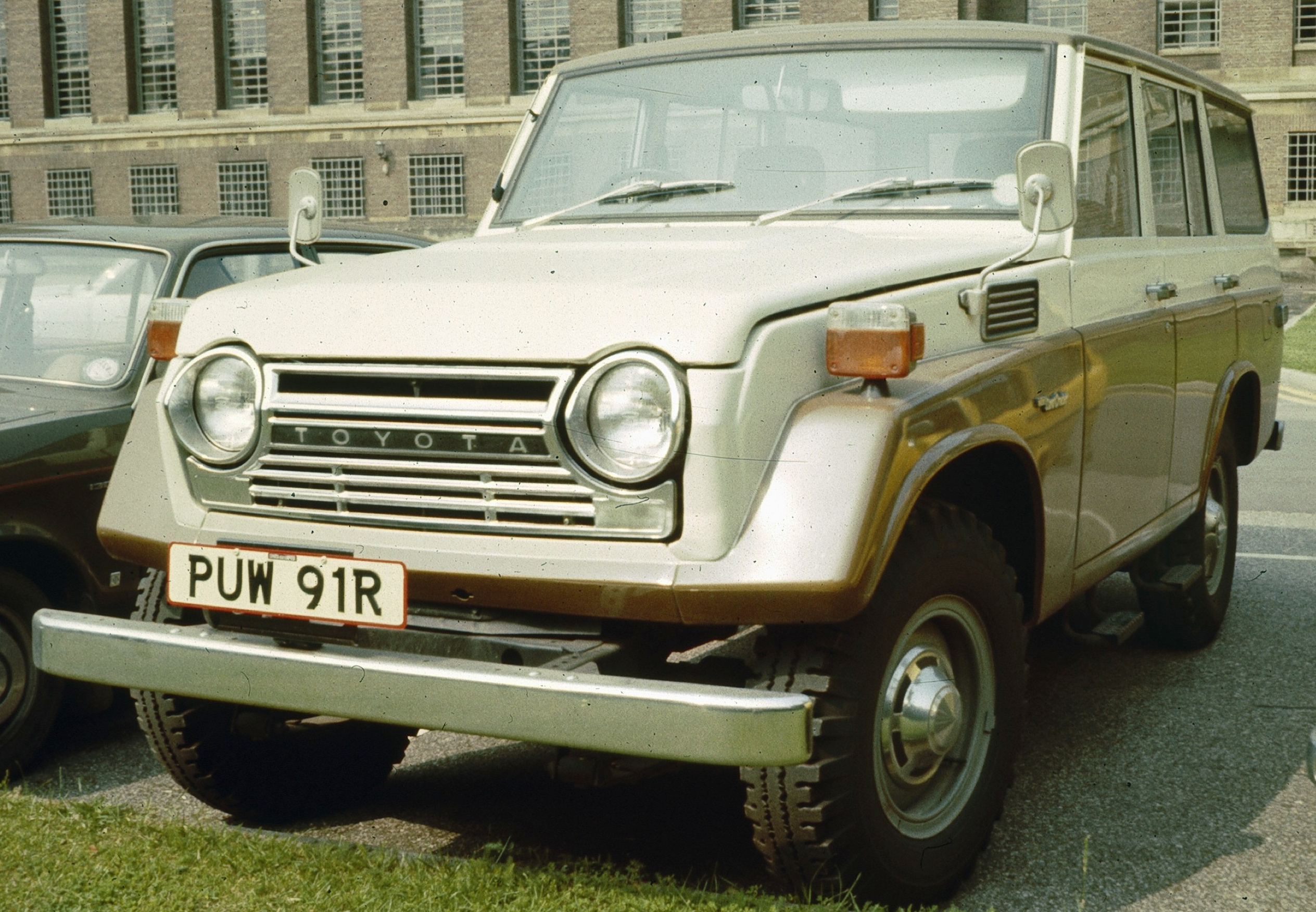
Type 55
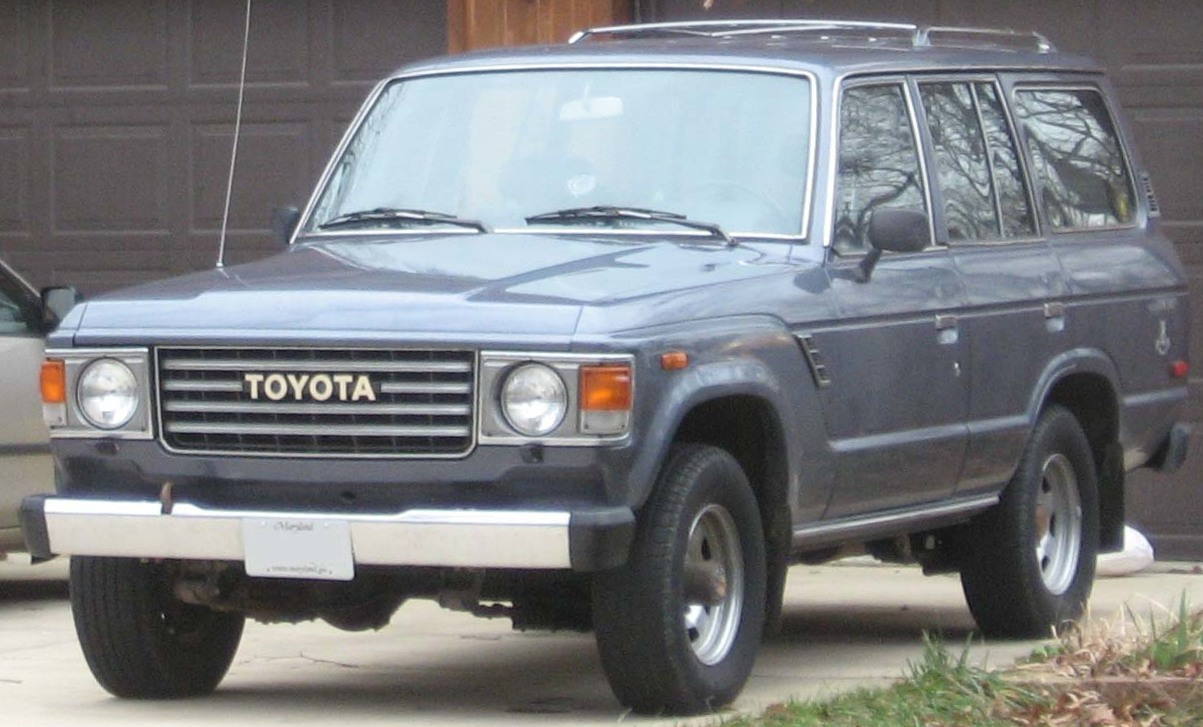
60 Series
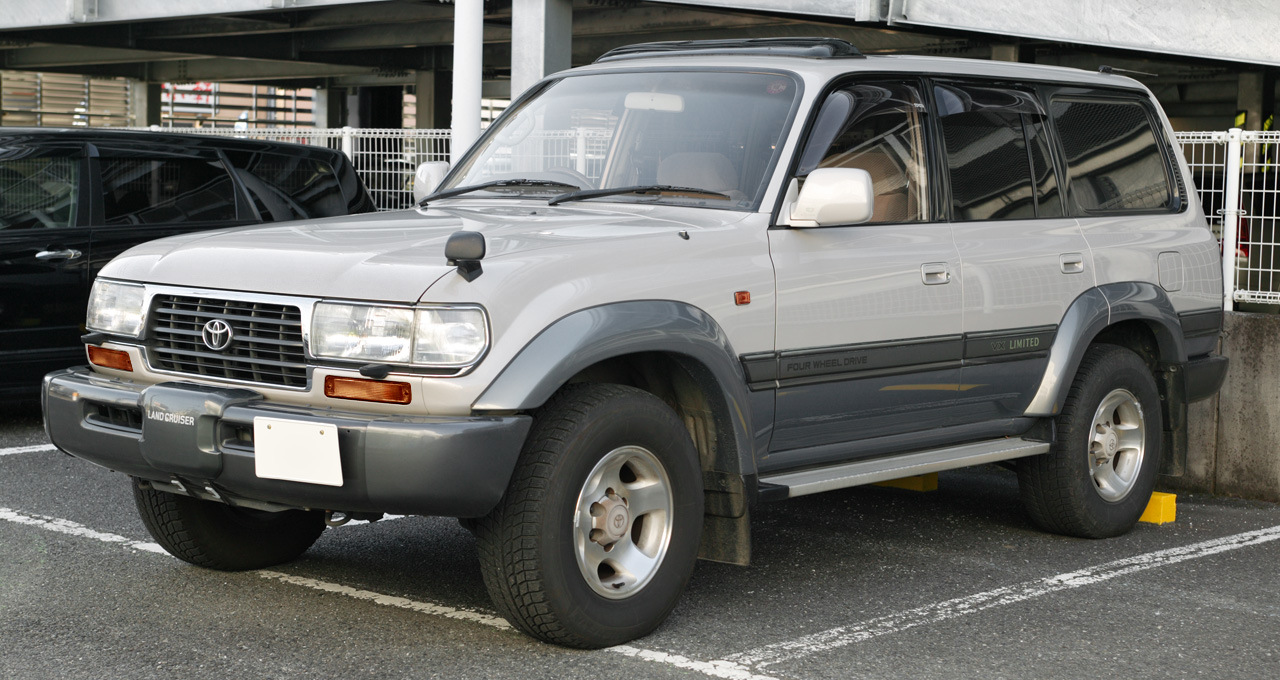
80 Series
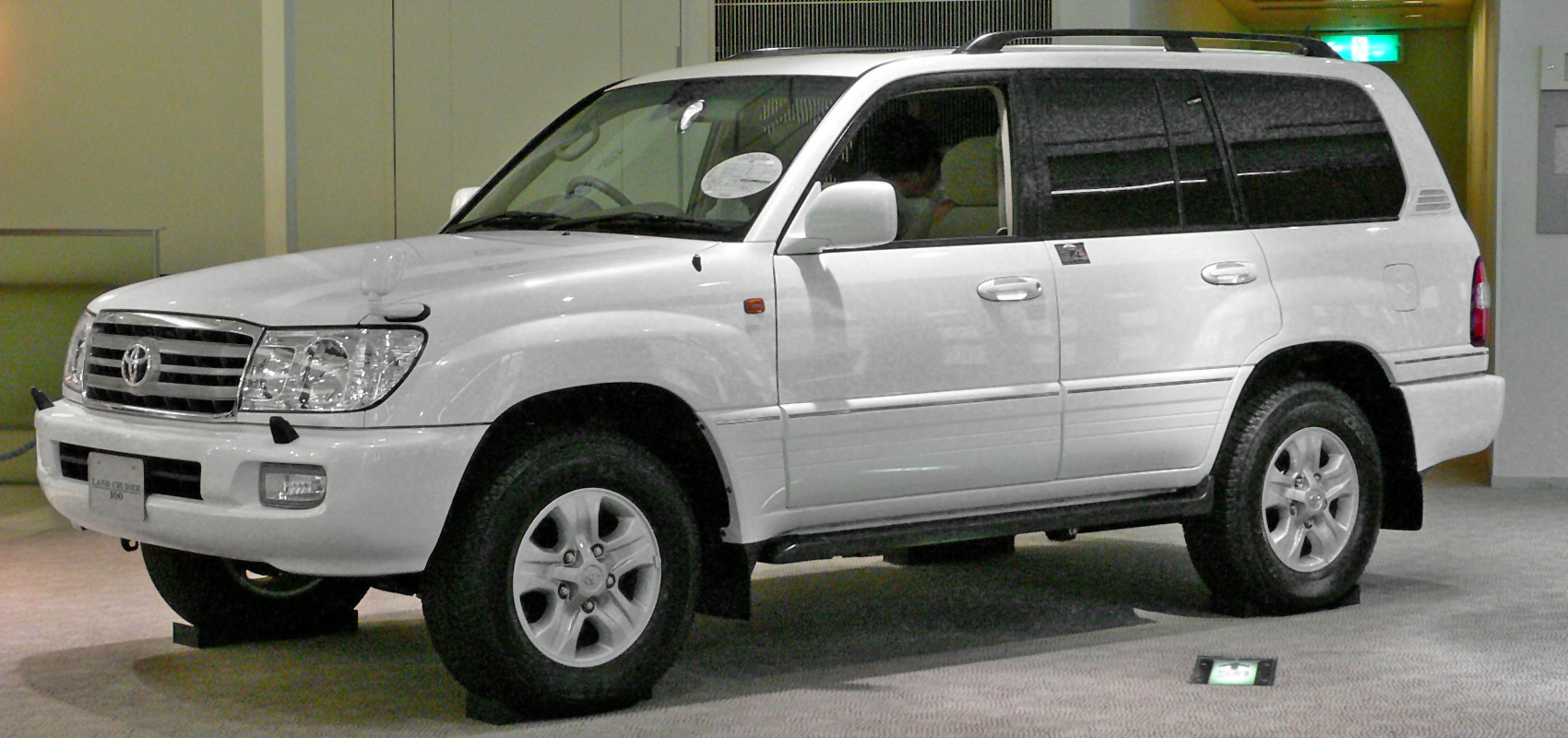
100 Series
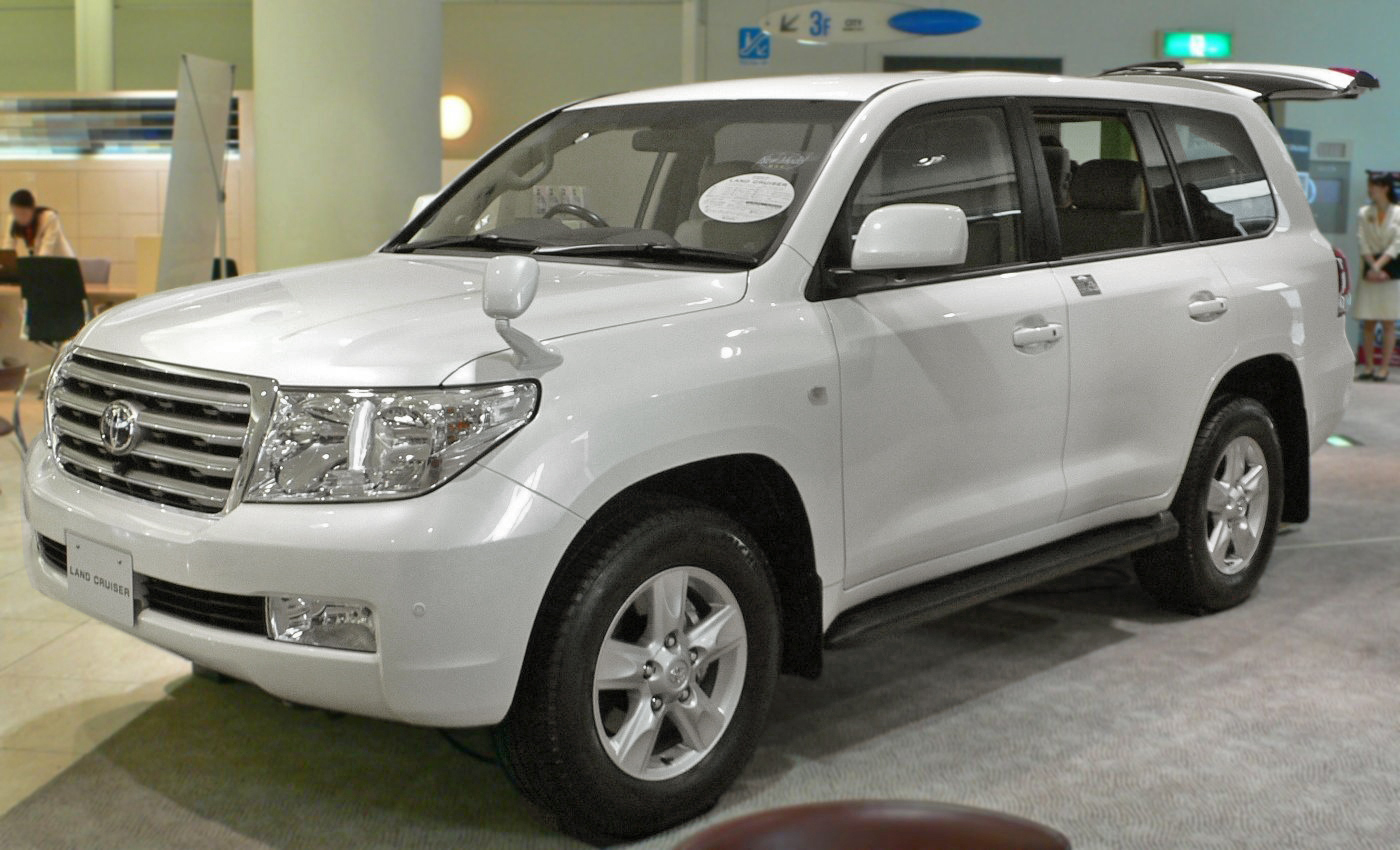
200 Series

Light Duty

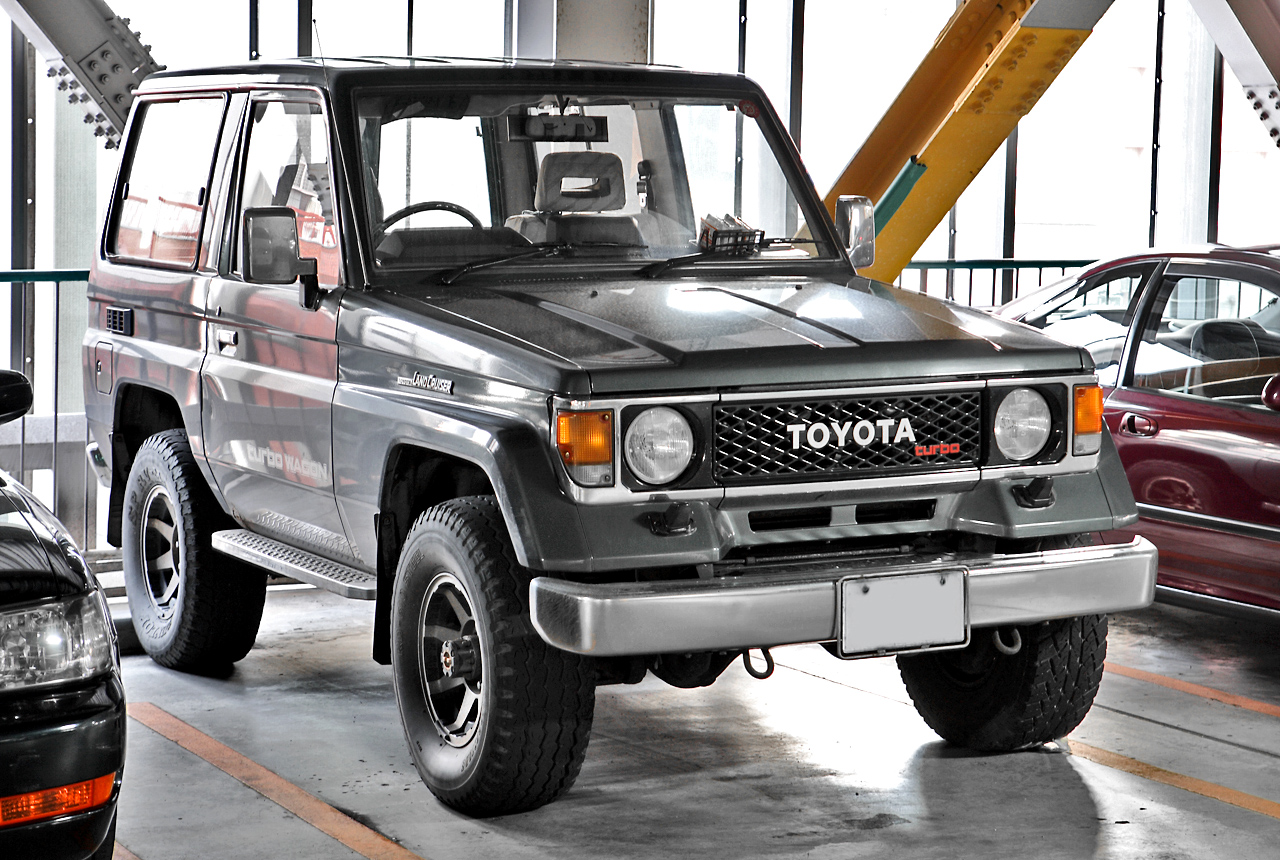
70 Light Series
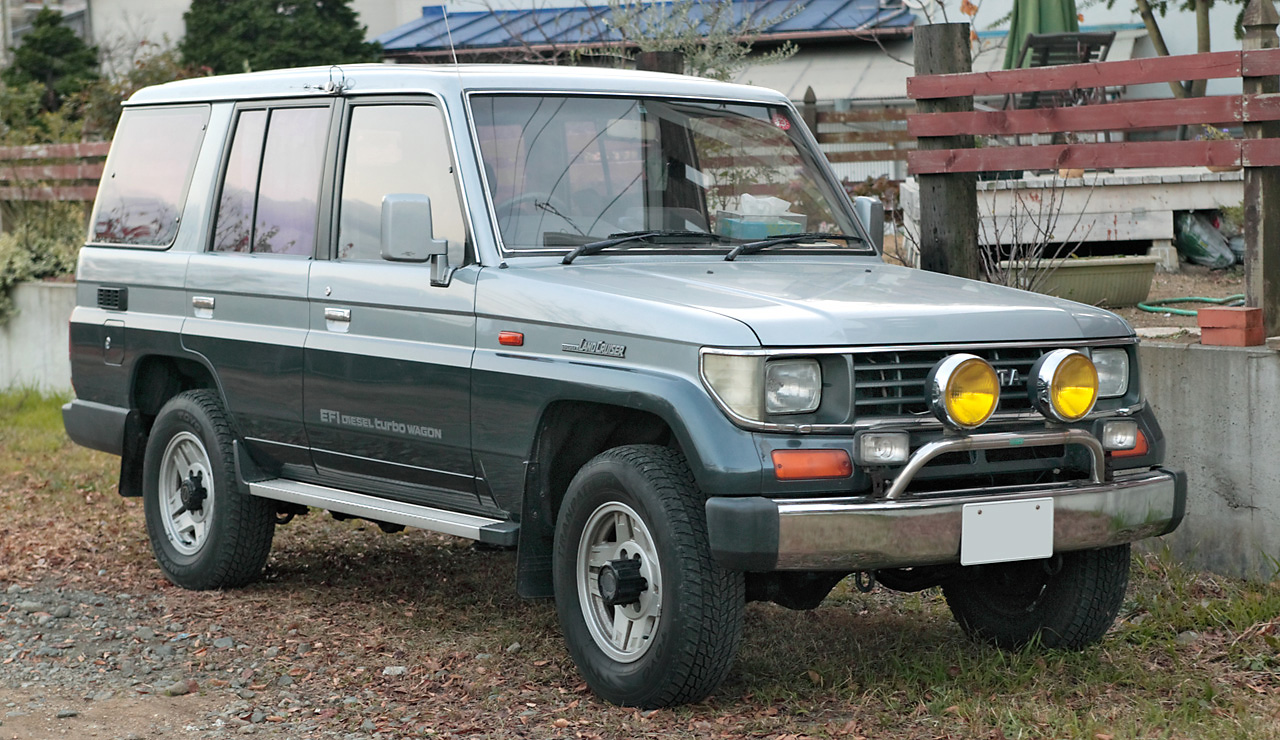
70 Light Series
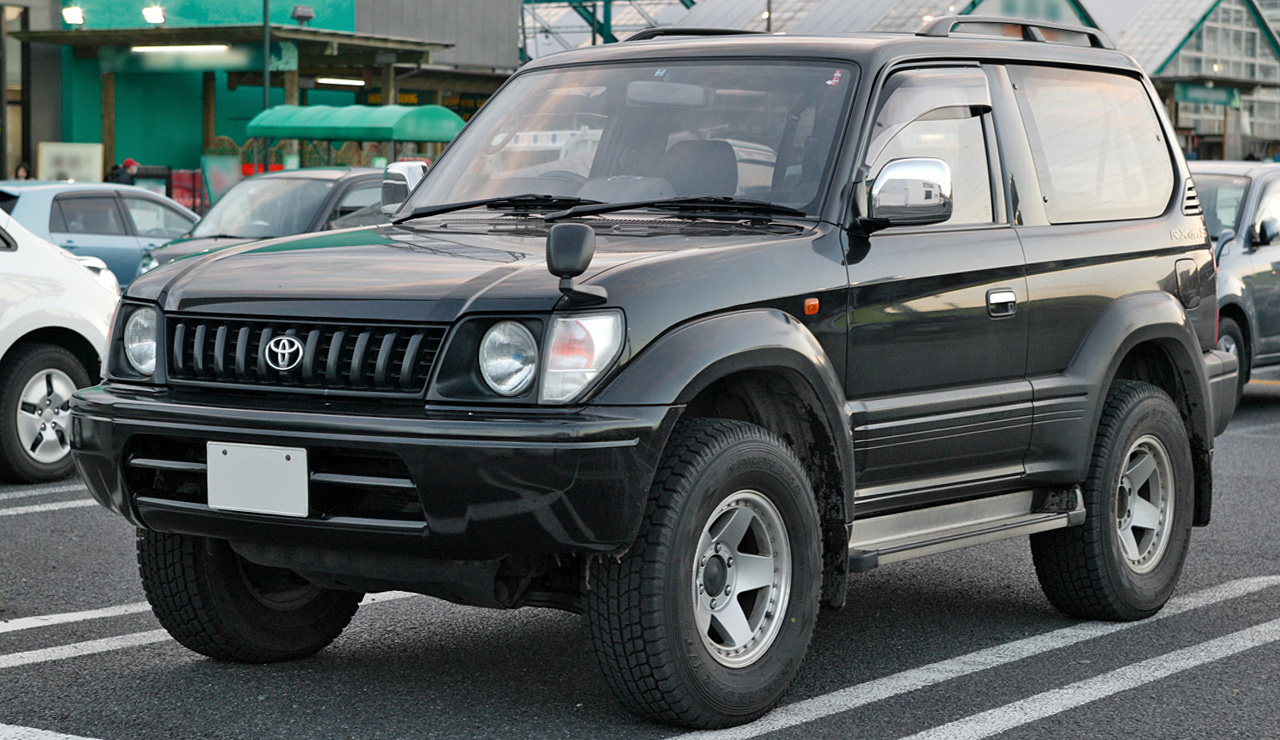
90 Series
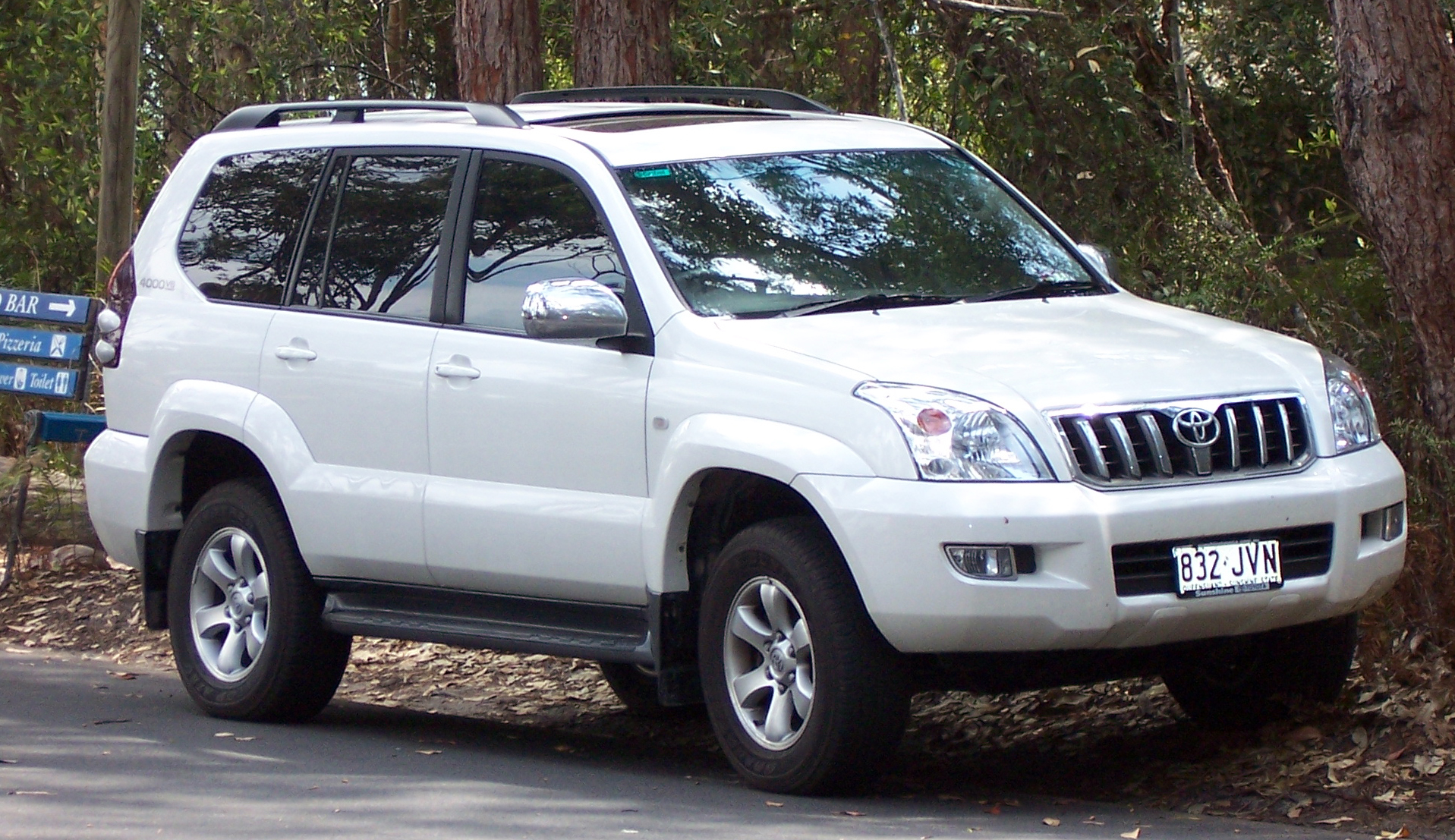
120 Series